# Михляев, Степан Андреевич
Степан Андреевич Михля́ев (10 декабря 1919 года — 28 марта 2001 года) — командир дивизиона 917-го артиллерийского полка 350-й стрелковой дивизии 13-й армии 1-го Украинского фронта, майор, Герой Советского Союза.

## Биография
Михляев Степан Андреевич родился 10 декабря 1919 года в селе Дуван ныне Дуванского района Башкирии в крестьянской семье.
Русский. Член ВКП(б)/КПСС с 1942 года. Окончил Месягутовское педагогическое училище (в том же районе).
В Красную Армию призван в 1939 году Альшеевским райвоенкоматом Башкирской АССР. Окончил курсы младших лейтенантов.
На фронте в Великую Отечественную войну с декабря 1941 года. Майор Степан Михляев отличился в бою при форсировании рек Западный Буг, Сан, Висла и в боях за плацдарм, получивший название «Сандомирский».
После войны майор С. А. Михляев — в запасе. Вернулся в родное село. В 1948 году окончил географический факультет Уфимского педагогического института (ныне Уфимский университет науки и технологий)
работал директором Дуванской средней школы.
Скончался 28 марта 2001 года.

## Подвиг
«Командир дивизиона 917-го артиллерийского полка (350-я стрелковая дивизия, 13-я армия, 1-й Украинский фронт) майор Степан Михляев в ходе преследования врага 18-24 июля 1944 года форсировал реки Западный Буг (Буг) и Сан и прорвался к восточному берегу реки Вислы южнее польского города Сандомир. Огнём орудий своего дивизиона С. А. Михляев обеспечил захват стрелковыми подразделениями переправочных средств у противника, и с небольшой группой разведчиков на пароме 29 июля 1944 года переправил две батареи на левый берег реки Вислы в районе местечка Лонжак, что в 20-и километрах юго-западнее города Сандомир.
В бою на Сандомирском плацдарме отважный командир дивизиона отбил восемь контратак противника».
Указом Президиума Верховного Совета СССР от 23 сентября 1944 года за образцовое выполнение боевых заданий командования и проявленные при этом геройство и мужество майору Михляеву Степану Андреевичу присвоено звание Героя Советского Союза с вручением ордена Ленина и медали «Золотая Звезда» (№ 4597).

## Награды
- Медаль «Золотая Звезда» Героя Советского Союза (23.09.1944)[2][3].
- Орден Ленина (23.09.1944).
- Орден Красного Знамени (19.10.1943)[4].
- Орден Красного Знамени (03.06.1945)[5].
- Орден Александра Невского (31.03.1945)[6].
- Орден Отечественной войны 1-й степени (06.04.1985)[7].
- Орден Отечественной войны 2-й степени (17.01.1944)[8].
- Орден Красной Звезды (16.02.1943)[9].
- Медаль «За отвагу» (13.09.1943)[10].
- Медаль «За боевые заслуги» (28.08.1942)[11].
- Другие медали.
- Заслуженный учитель школы РСФСР.